# Bán đảo Delmarva

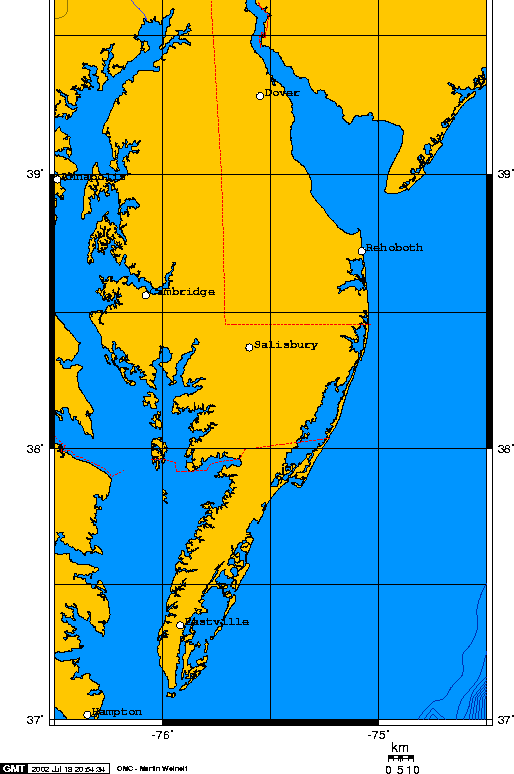
Bản đồ bán đảo Delmarva

Bán đảo Delmarva, hay đơn giản là Delmarva, là một bán đảo lớn nằm trên Bờ Đông Hoa Kỳ, thuộc địa phận Delaware, một phần bờ đông Maryland và Virginia. Bán đảo này dài 170 dặm (274 km). Nó giáp vịnh Chesapeake về phía tây, sông Delaware, vịnh Delaware, Đại Tây Dương về phía đông, và sông Elk về phía bắc.

## Tên gọi
Trong tài liệu cũ, bán đảo nằm giữa vịnh Delaware và vịnh Chesapeake có tên gọi là bán đảo Delaware-Chesapeake hay đơn giản là bán đảo Chesapeake.
Địa danh Delmarva ngày nay là sự kết hợp giữa ba từ Delaware, Maryland, và Virginia. Tên gọi này lấy ý tưởng theo Delmar, một thành phố nằm cạnh biên giới Delaware-Maryland. Delmar được thành lập và đặt tên năm 1859, nhưng mấy thập niên sau từ "Delmarva" mới xuất hiện (như trên số báo Middletown Transcript ngày 10 tháng 2 năm 1877 tại Middletown, Delaware) và đương thời có vẻ mang ý quảng cáo; ví dụ, hồi năm 1913, từng có Delmarva Heat, Light, and Refrigerating Corp. (Công ty Nhiệt, Điện và Làm lạnh Delmarva) ở Chincoteague, Virginia. Phải tới thập niên 1920, "Delmarva" mới dần trở thành tên thông dụng cho toàn bán đảo.